# Tombe Fraser
Le tombe Fraser sono una necropoli situata circa 10 km a nord-est di Minya, e circa 2 km a sud di Tihna el-Gebel, nel Medio Egitto.

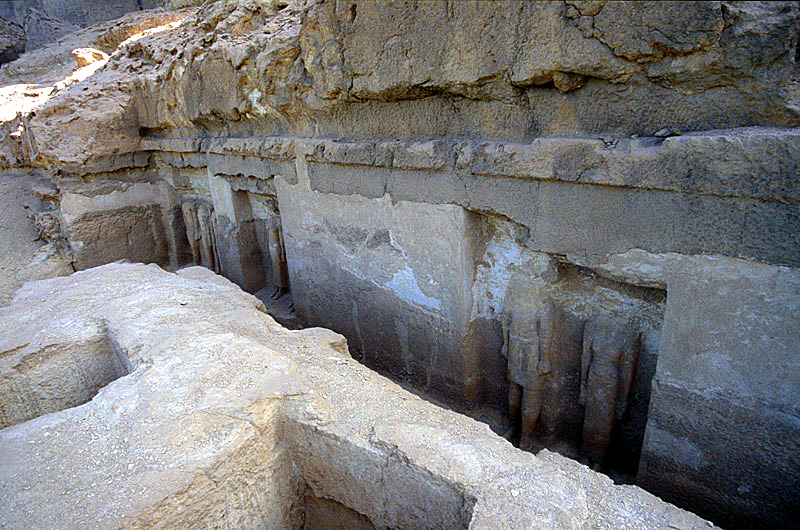
Statue funerarie della necropoli

## Descrizione
Le tombe rupestri, scavate nella roccia, risalgono alla IV ed alla V dinastia egizia dell'Antico Regno.
Queste tombe furono scoperte nell'autunno del 1853 dall'egittologo tedesco Heinrich Karl Brugsch, e descritte la prima volta dall'ingegnere civile britannico George Willoughby Fraser, da cui prendono il nome.
Le tombe appartengono alla necropoli lunga 3 km dell'antica città di "Mer-nefer(et)" (chiamata anche Per-Imen-mAt-chent(j), TA-dehenet o Akoris). I proprietari delle tombe erano camerieri reali. Durante la V dinastia erano anche sacerdoti di Hathor.
Quattro delle quindici tombe contengono statue e geroglifici incisi durante l'Antico Regno. La tomba più importante è la seconda di Ni-ankh-kay (Neka-Ankh), che ha la forma di una tomba a  mastaba. La decorazione dei lunghi muri della sala delle offerte è composta da statue della sua famiglia e testi con le sue ultime volontà.
Le tombe Fraser vengono raramente visitate dai turisti, anche se sono aperte al pubblico.